# لویی کوتورا
لویی کوتورا (به فرانسوی: Louis Couturat) (زاده ۱۷ ژانویه ۱۸۶۸ در ری اورانژی- درگذشته ۳ اوت ۱۹۱۴) منطق‌دان و ریاضیدان اهل فرانسه بود.

## زندگینامه
او استاد دانشگاه تولوز و سپس کولژ دوفرانس بود. در سالهای پیش از جنگ جهانی یکم، کوتورا به همراه چارلز پیرس، آلفرد نورث وایتهد و برتراند راسل جزو بنیانگذاران منطق ریاضی بود. در واقع کوتورا بیشتر با راسل و وایتهد در جبهه منطق گرایی (این نظر که ریاضیات گسترش منطق است و بنابراین به منطق قبل تقلیل است) و در برابر آنان پوانکاره با دید شهودی اش قرار میگیرد. در ۱۸۹۶ «ریاضیات بینهایت» و در سال ۱۹۰۱ «منطق لایبنیتس» را به چاپ رساند. در این اثر او با جزئیات فراوان به کارهای فلسفی لایبنیتس پرداخته بود. کارهای کوتورا به زنده کردن لایبنیتس در سده بیستم انجامید و بخش بزرگی از پذیرش کارهای لایبنیتس در سده بیستم محصول نوشته‌های کوتورا دربارهٔ اوست. کوتورا در جریان جنگ جهانی یکم به خاطر تصادف خودرواش با یک ماشین نظامی کشته شد.